# Bushuis

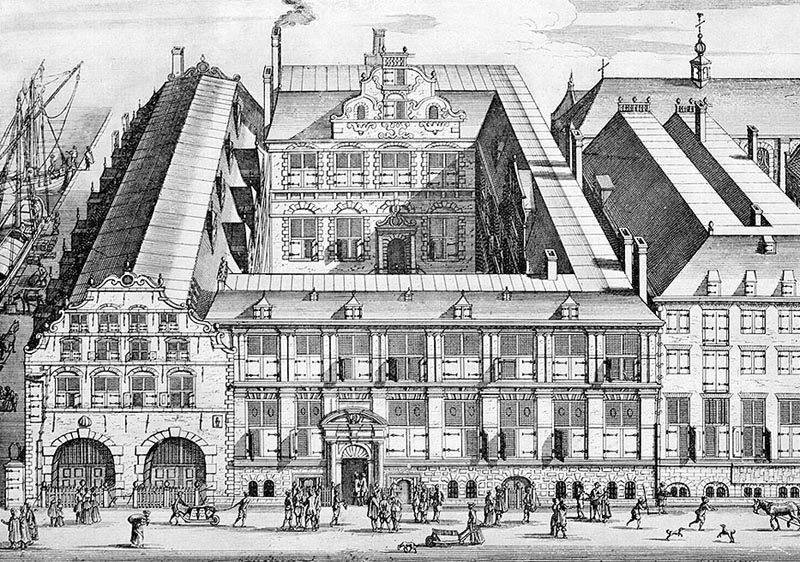
Gravure van het Oost Indisch Huis uit het midden van de 17e eeuw.

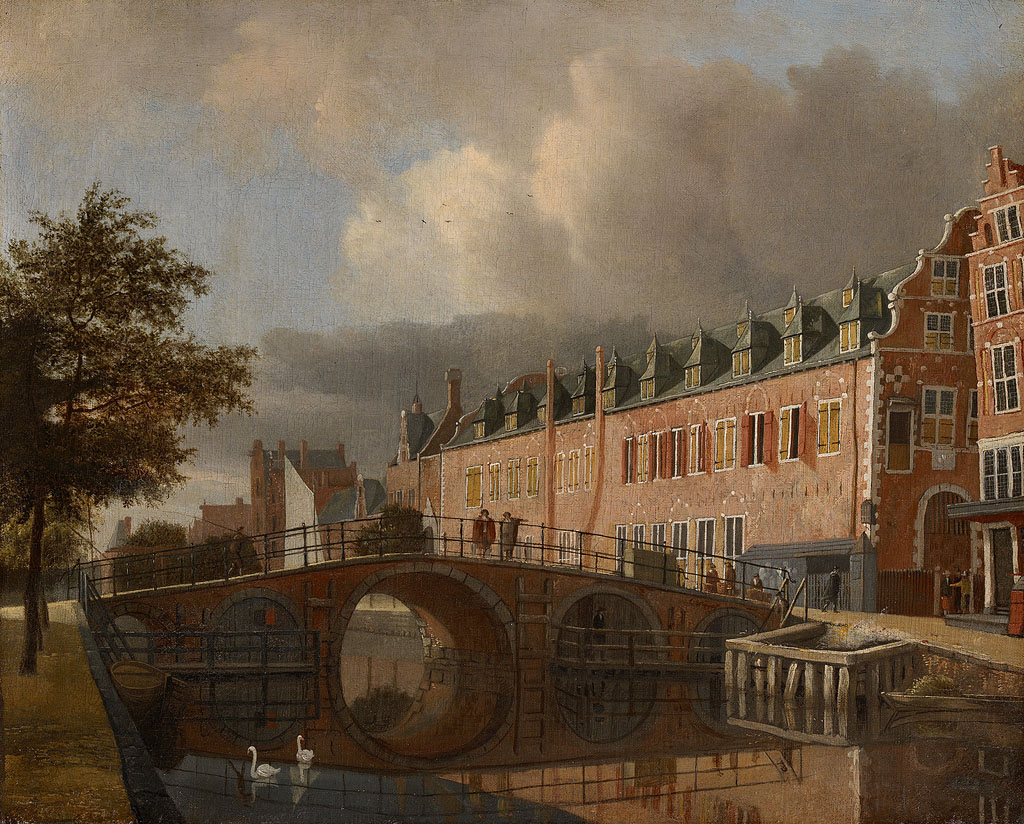
De Kloveniersburgwal met het Bushuis in 1672.

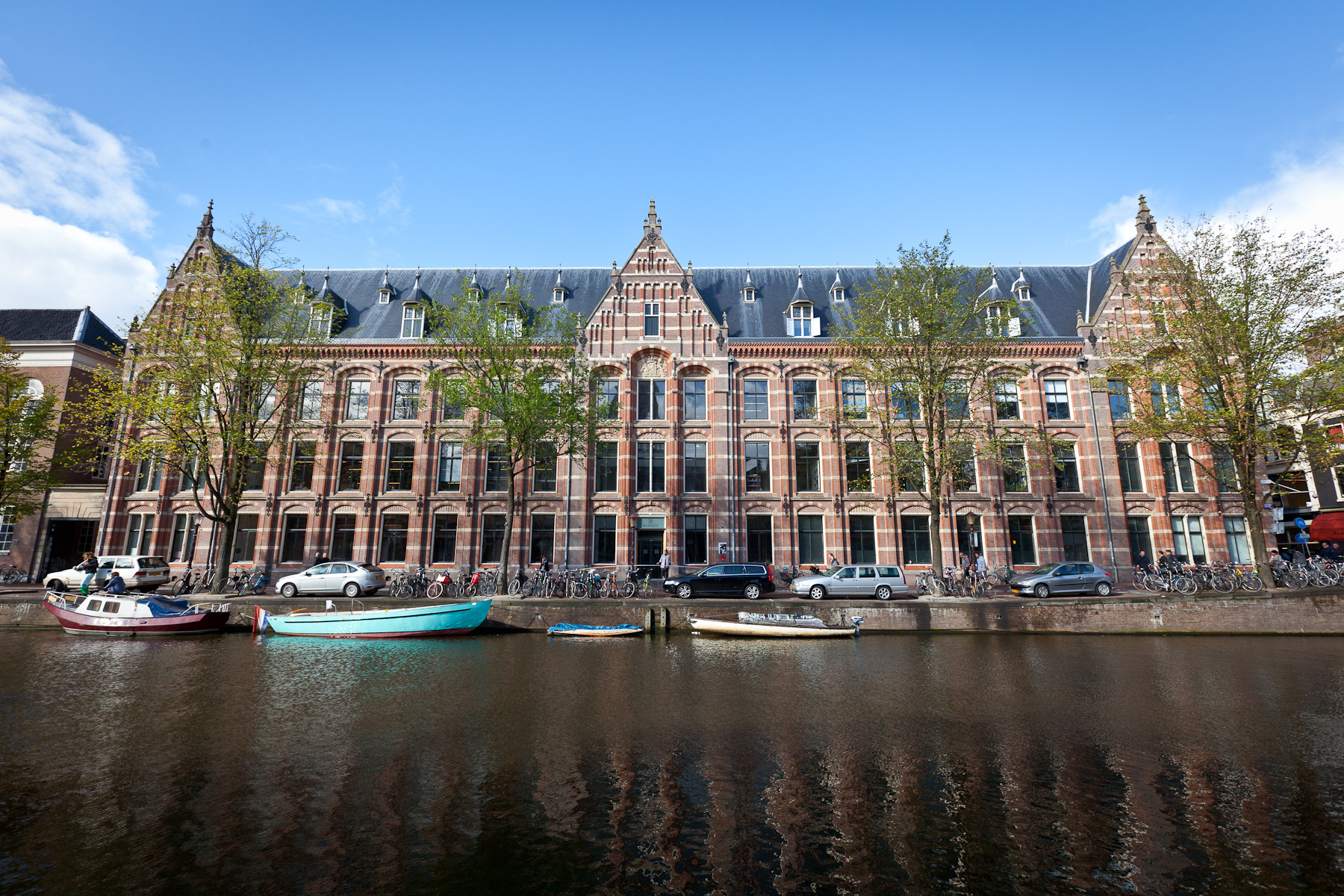
Gevel van het Oost-Indisch Huis aan de Kloveniersburgwal op de plaats van het vroegere Bushuis; 2011.

Het Bushuis was het geschutsmagazijn van de stad Amsterdam. Het is gebouwd omstreeks 1550 en afgebroken in 1890 of 1891 om plaats te maken voor het huidige neogotische gebouw.
Het pakhuis had een korte gevel aan de Oude Hoogstraat en een lange zijde aan de Kloveniersburgwal. Het was het eigendom van de stad. In 1603 huurde de pas opgerichte VOC een deel van het pand voor de opslag van haar goederen. Twee jaar later kreeg ze beschikking over het geheel, en vertrok de schutterij naar de Singel.
Aan de zuidzijde werden al gauw bijgebouwen rond een binnenhof neergezet. In 1604 was begonnen met de bouw van het Oost-Indisch Huis, dat in 1606 in gebruik werd genomen. Deze bebouwing is toegeschreven aan de stadsarchitect Hendrick de Keyser: zijn hand is te zien in de zandstenen banden en blokken, de ornamenten onder de ontlastingsbogen en de afsluitende balustrade op de topgevel, alles in de stijl van de Hollandse Renaissance. De Heeren XVII, het centrale college van bestuur van de zes kamers van de Compagnie, hielden hier hun halfjaarlijkse vergaderingen. De twintig bewindvoerders van de kamer Amsterdam zetelden hier permanent. De Heeren XVII kwamen bij toerbeurt zes jaren bijeen in het Oost-Indisch Huis, en vervolgens twee jaren in Middelburg.
Tot de ontbinding van de VOC in 1798 was zij hier gevestigd. Daarna, tot 1808, was het de zetel van het koloniaal bestuur. Tegenwoordig is het complex Bushuis / Oost Indisch Huis een onderdeel van de Universiteit van Amsterdam, het dient nu voornamelijk als huisvesting voor de Faculteit der Geesteswetenschappen van de Universiteit van Amsterdam.
Het Stads-Bushuis uit 1606 aan het Singel werd het nieuwe arsenaal, met twee grote deuren voor de kanonnen. De fraai gerestaureerde gevel is nu nummer 423.